# Pollenzone

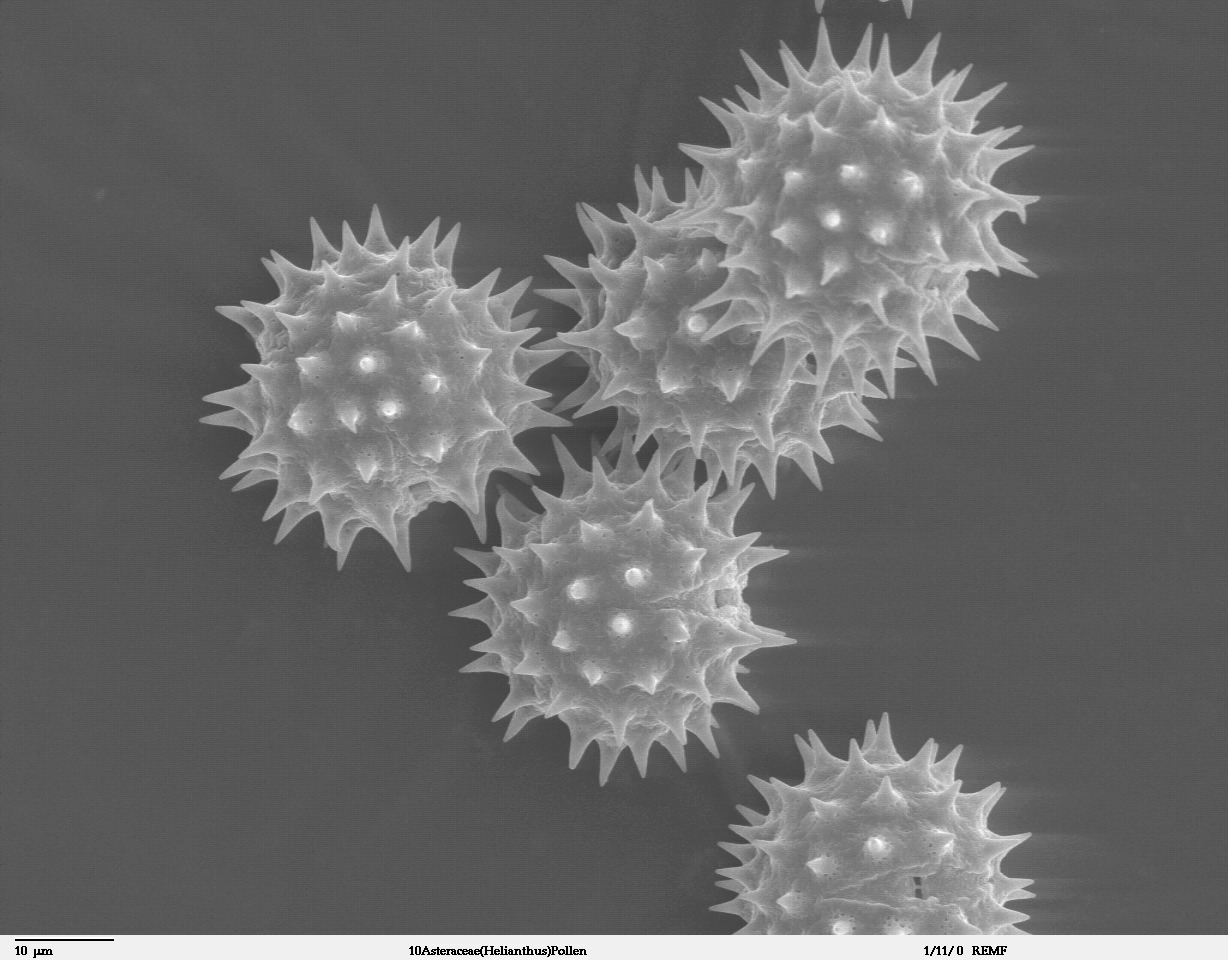
Helianthus annuus pollen

Pollenzones zijn in de palynologie een systeem van stratigrafische zones waarmee sedimentlagen uit het Laat-Pleistoceen (380.000 tot 11.500 jaar geleden) en het Holoceen (11.500 jaar geleden tot heden) kunnen worden ingedeeld. Elke zone wordt dankzij klimaatveranderingen en de daarmee gepaard gaande verschuiving van vegetatiezones gekenmerkt door een andere verhouding van soorten pollen (stuifmeelkorrels) die erin voorkomt. De zones vormen een nauwkeurige indeling van de tijdsschaal van de laatste 380.000 jaar die wordt gebruikt in de archeologie, geologie, fysische geografie en klimatologie.

## Geschiedenis
De eerste die een stratigrafische indeling maakte aan de hand van pollen was de Zweedse palynoloog en geoloog Lennart von Post in de jaren dertig. Von Post leidde uit de opeenvolging van pollen de verandering van het klimaat in het verleden af. Zijn resultaten kwamen overeen met de eerder opgestelde tijdsschaal van Blytt en Sernander. Door de twee te combineren kon hij nauwkeurig de verandering van het paleoklimaat van Scandinavië in de afgelopen 10.000 jaar reconstrueren.
In 1940 begon Harry Godwin Von Posts methode ook in Groot-Brittannië toe te passen waarmee het systeem van pollenzones voor heel Noordwest-Europa toepasbaar werd. Al snel werd pollenanalyse (palynologie) ook in Rusland en Noord-Amerika toegepast. Het systeem van pollenzones werd ook naar steeds oudere periodes uitgebreid.
Tegenwoordig wordt palynologie toegepast in samenwerking met andere methoden (ijskernen, diepzeekernen, dendrochronologie) wat nog grotere nauwkeurigheden oplevert.

## Systemen van pollenzones
De belangrijkste indeling is in negen pollenzones en beslaat de laatste 14.000 jaar. Meestal worden ze gekoppeld aan de biostratigrafische eenheden uit de tijdsschaal van Blytt en Sernander, hoewel deze anders gedefinieerd zijn en niet helemaal overeen hoeven te komen. Elke zone staat voor een bepaalde periode met een bepaald klimaat en vegetatie.
Omdat het klimaat niet overal hetzelfde was in een bepaald tijdperk bestaan regionale verschillen. De zones in Zweden zijn bijvoorbeeld niet helemaal gelijk aan die in Duitsland of Denemarken. Dit zorgt ervoor dat verschillende definities van de zones door elkaar gebruikt worden. De verschillende systemen zijn echter in de meeste gevallen goed gecorreleerd. De onderstaande tabel geeft de pollenzones voor de Britse Eilanden:
| Pollenzone | Blytt-Sernander       | Jaar (v.Chr.)   | Vegetatie                                        | Archaeologische periode                  | Subperiode  |
| ---------- | --------------------- | --------------- | ------------------------------------------------ | ---------------------------------------- | ----------- |
| IX         | Subatlanticum         | 500 tot heden   | Verspreiding van grassen en dennen- en beukenbos | IJzertijd en verder                      | Holoceen    |
| VIII       | Subboreaal            | 3000 - 500      | Gemengd eikenbos                                 | Bronstijd en IJzertijd                   | Holoceen    |
| VII        | Atlanticum            | 5500 - 3000     | Gemengd eikenbos                                 | Neolithicum en Bronstijd                 | Holoceen    |
| V en VI    | Boreaal               | 7700 - 5500     | Dennen- en berkenbos, opkomend gemengd bos       | Mesolithicum                             | Holoceen    |
| IV         | Preboreaal            | 8300 - 7700     | berkenbos                                        | Laat-paleolithicum en Vroeg-Mesolithicum | Holoceen    |
| III        | Jonge Dryas           | 8800 - 8300     | Toendra                                          | Laat-Paleolithicum                       | Weichselien |
| II         | Allerød-interstadiaal | 9800 - 8800     | Toendra, parktoendra en berkenbos                | Laat-Palaeolithicum                      | Weichselien |
| Ic         | Oude Dryas            | 10.000 - 9800   | Toendra                                          | Laat-Palaeolithicum                      | Weichselien |
| Ib         | Bølling-interstadiaal | 10.500 - 10.000 | Parktoendra                                      | Laat-Palaeolithicum                      | Weichselien |
| Ia         | Oudste Dryas          | 13.000 - 10.500 | Toendra                                          | Laat-Palaeolithicum                      | Weichselien |

De jaren in de tabel zijn zogenaamde ongekalibreerde C14-jaren. Om tot de echte aantallen te komen moet callibratie uitgevoerd worden, waarbij men bij de oudere pollenzones op ongeveer 2000 jaar meer uitkomt: 10.000 BC wordt dan 12.000 BC cal. Vaak wordt echter niet met BC (Before Christ - voor Christus) maar met BP (Before Present - voor heden) gerekend, in dat geval komt er nog ongeveer 2000 jaar bij.
Voor jongere pollenzones zijn de verschillen tussen ongekalibreerde en gekalibreerde jaartallen beduidend minder groot. De verschillen worden groter bij ouderdommen hoger dan het Boreaal.